# ماريا الطرابزونية
من اجل معرفة معلومات أخرى ممكن النظر إلى Maria Komnene
ماريا ميغيل كومنيني (باليونانية: Μαρία Κομνηνή)، وتعرف ب «ماريا من طرابزون» باليونانية (Μαρία της Τραπεζούντας) (ولدت 17 ديسمبر 1439)، وهي الزوجة الثالثة والأخيرة للإمبراطور البيزنطي يوحنا الثامن باليولوج.

## العائلة
ماريا من طرابزون هي ابنة الإمبراطور أليكسيوس الرابع من طرابزون وتيودورا كانتاكوزين. وتستند جذورها إلى جذور والدتها تيودورا كونتكونيزفى ايبوهروسنى بلايولجينا 

## زواجها
تزوجت ماريا من يوحنا الثامن باليولوج، وقد تم تسجيل زواجها في دوكاس. ووفقا إلى وقت زواجهما طبقا لجورجيوس فرنتسيز فانه يعود إلى عام 6936 وهذا التاريخ يتوافق مع سبتمبر 1427.
وقد تزوج يوحنا قبل ماريا مرتين، كان أول زواج له من آنا من موسكو ابنة فاسيلي الأول دوق موسكو وصوفيا من ليتوانيا، واقيم هذا الزواج في 1414 في سن الخامسة عشر وفقد زوجته بسبب تعرضها لمرض الطاعون في 1417.
أما زواجه الثاني فكان في عام 1421 من صوفيا من مونتفيرات حيث تم اقامة الزفاف الذي جهز له والدها البابا مارتن الخامس مع مانويل باليولوجوس.وزوجته كانت ابنة كل من روبرت الأول ومارى فوليوس وكانت حفيدة جون الثانى ملك فرنسا. وكانت زوجته هذه قبيحة جدا وبعد نظر يانيس الثامن إلى وجهها ارسلها مرة أخرى إلى والدها في قصره ولكن تم وضعها في حجرة وحدها بسبب انه لا يريد رؤيتها مرة أخرى. وهذا الزواج في عام 1426 تم انهائه عن طريق عودة صوفيا إلى عائلتها وهروبها من القصر بمساعدة إحدى الراهبات وذهبت إلى إحدى الاديرة في فرنسا.
ولكن في كلتا المرتين في زواجه لم ينجب اى اطفال وبعد زواجه بطرابزون ماريا اراد ان ينجب ولى العهد، واستمر هذا الزواج 12 عام ولكنه لم ينجب اى أطفال. وقد خسر فرانتسز ماريا وسجل تاريخ وفاتها. ووضح ان سبب وفاتها ناجمة عن اصابتها بمرض الطاعون الدبلى.
لم يتزوج يانيس مرة أخرى، ومات بدون أطفال في 31 أكتوبر 1448 .وتولى من بعده العرش ابن اخيه قسطنطين باليولوجوس السابع، وعندما تولى قسطنطين العرش كان ارمل ولم يتزوج مرة أخرى أيضا.
وفي 29 مايو 1453 قام بانهاء فتح إسطنبول بمشاركة الامبراطورة الاخيرة ماريا

## الروابطالخارجية
Her listing, along with her husband, in "Medieval lands" by Charles Cawley.
[1] Portrait by Pisanello thought possibly a portrait of Maria.